# Roberto Inglese
Roberto Inglese (Lucera, Provincia de Foggia, Italia, 12 de noviembre de 1991) es un futbolista italiano. Juega de delantero y su equipo actual es el Catania de la Serie C de Italia.

## Clubes
| Club                     | País   | Año         |
| ------------------------ | ------ | ----------- |
| Delfino Pescara          | Italia | 2009 - 2010 |
| A. C. Lumezzane (cedido) | Italia | 2010 - 2013 |
| Carpi F. C. (cedido)     | Italia | 2013 - 2015 |
| A. C. ChievoVerona       | Italia | 2015 - 2018 |
| Parma Calcio             | Italia | 2018 - act. |

## Palmarés

### Campeonatos nacionales
| Título  | Club        | País   | Año     |
| ------- | ----------- | ------ | ------- |
| Serie B | Carpi F. C. | Italia | 2014-15 |